# Kuibhir
Kuibhir (nep. कुइभीर) – gaun wikas samiti we wschodniej części Nepalu w strefie Sagarmatha w dystrykcie Okhaldhunga. Według nepalskiego spisu powszechnego z 2001 roku liczył on 424 gospodarstw domowych i 2079 mieszkańców (1103 kobiet i 976 mężczyzn).